# Wolschwiller
Wolschwiller (en alsacià Wolschwíller) és un municipi francès, situat a la regió del Gran Est, al departament de l'Alt Rin. L'any 1999 tenia 430 habitants.

## Demografia
| 1962 | 1968 | 1975 | 1982 | 1990 | 1999 |
| ---- | ---- | ---- | ---- | ---- | ---- |
| 373  | 387  | 397  | 388  | 430  | 430  |

## Administració
| Període    | Identitat    | Partit    |
| ---------- | ------------ | --------- |
| 2001- 2008 | André Linder | Les Verts |